# Razas de Reinos Olvidados
En los Reinos Olvidados coexisten humanos, elfos, enanos, gnomos, medianos, drows, orcos, semielfos, semiorcos y un sinfín de otras criaturas humanoides y monstruosas.
El Escenario de Campaña para Reinos Olvidados añade algunas peculiaridades a las razas ya incorporadas en el juego de rol Dungeons & Dragons:

## Humanos
Se encuentran en todos los continentes, en todo tipo de poblaciones y con todo tipo de alineamientos. Algunos humanos famosos son Elminster (elegido de Mystra), Artemis Entreri, Wulfgar, Catti-brie o Cadderly Bonaduce.
La humanidad se considera a sí misma como una de las cinco razas creadoras, a pesar de ser la última y la más primitiva de ellas. Al igual que otras razas, una parte de los humanos de Faerun no son oriundos de Toril, a pesar de ello, la raza humana se encuentra extendida por todo Faerun.
Los humanos son difícilmente distinguibles por sus rasgos raciales distintivos debido a la enorme diversidad existente por los continuos movimientos de población que han ido mezclándose y dando lugar a culturas únicas e independientes a lo largo de todo Faerun.

## Elfos
Los Elfos son los descendientes de los Eldarines, también conocidos como "Altos Elfos" o "Elfos Grises". La historia de esta raza es considerablemente larga. Los Elfos son natales de otro mundo o plano llamado Faerie, del cual deriva el nombre de Faerûn. Colonizaron gran parte del continente, en especial los bosques de Cormanthor entre otros. Sin embargo no tardaron en entrar en conflicto con otras razas, sobre todo con los Orcos, los Humanos y los Elfos Oscuros que habitaban en la superficie hasta después de La Guerra de la Corona. Debido a tantas guerras y al cada vez mayor contacto que tenían con las demás razas, los Elfos decidieron crear un refugio para ellos: la Isla de Siempre Unidos. Estos longevos seres se dividen en 7 subrazas:

### Drowsoelfos oscuros
De piel negra, cabello blanco o amarillo muy pálido y ojos rojos (en la oscuridad) y pálidos (a la luz del día), los Drows, a excepción de unos pocos son seres de alineamiento maligno y adoradores de deidades como Lloth en las profundidades, o de su hija Elistrae en la superficie. Son odiados por el resto de las razas de Faerûn, especialmente por los demás elfos. Viven mayoritariamente en la Antípoda Oscura, en ciudades como Menzoberranzan y Ched Nasad.

### Elfos del bosque
Con piel de color cobre con matices verdes y ojos castaños, verdes o avellanas, los elfos del bosque son solitarios aunque no tanto como los elfos salvajes. Suelen ser de alineamiento caótico bueno, y viven en regiones como el Bosque Alto (mayoritariamente), aunque también otros lugares como Tethyr.

### Elfos plateados o elfos lunares
De piel muy clara (azulada cuando se ruborizan), son los elfos más abundantes y más tolerantes con los humanos. También son conocidos como elfos grises.

### Elfos salvajes
Los Elfos salvajes son de piel bronceada y cabello moreno o castaño claro, es difícil verlos ya que viven en las profundidades de los más frondosos bosques.

### Elfos dorados o elfos solares
De piel dorada, cabello de color oro, cobre o negro y ojos verdes o dorados viven casi exclusivamente en Siempreunidos, en su lengua Eternion, una isla donde no se permite el paso a los no-elfos. También se les encuentra en Luna Plateada y otros lugares.

### Elfos marinos
Los elfos marinos son también llamados elfos acuáticos o de agua. Se dividen a su vez en dos ramas: los del gran mar y los del mar de las estrellas caídas. Los elfos del gran mar son radiantes en distintas tonalidades de verdes profundos, con manchas irregulares amarronadas formando franjas por todos sus cuerpos. Los elfos del mar de las estrellas caídas tienen distintas tonalidades de azul con manchas y franjas blancas, ambos tienen la misma variedad de ojos y color del pelo que puede hallarse en todos los pueblos élficos, y todos tienen las manos y pies palmeados, y la habilidad de respirar bajo el agua.

### Elfos alados o Avariel
Los elfos alados son muy poco conocidos y misteriosos, e incluso para otros elfos. Poseen una belleza casi etérea, siendo su rasgo más característico sus alas blancas. Viven en Mirravin, una ciudad en las montañas.
El principal dios de la mayoría de los elfos que no son drows es Corellon Larethian, el dios élfico de la guerra, a pesar de poder seguir al resto de los Dioses del Seldariné (panteón élfico). Según la creencia, por cada gota de sangre que derrama Corellon en la batalla nace un niño elfo.
Sin embargo, los drows adoran principalmente a Lloth, que fue expulsada del Seldariné por su esposo, Corellon Larethian, junto a sus hijos Eilistrae y Vhaerun, además de que los Elfos Oscuros sienten una gran devoción y respeto hacia las arañas, que para ellos es un símbolo sagrado que representa a la diosa Lloth.

## Enanos
De baja estatura y complexión robusta, desconfían de la magia y son hábiles herreros y luchadores con hacha. No tan longevos como los elfos, pero más que los humanos, se dividen en 3 subrazas :

### Enanos dorados
De piel oscura, los enanos dorados mantienen todavía su gran reino en la Gran Brecha y prácticamente no entraron en guerra contra humanoides malignos como sí hicieron los enanos escudo.

### Enanos escudo
De piel más clara, los enanos escudo fueron cayendo sus reinos poco a poco a lo largo de la historia, quedando únicamente algunos enclaves. Acabaron separados en 2 clases: los Ocultos (aislados) y los Errantes (que se mezclaban con otras gentes: sin embargo, últimamente hay bastante relación entre ambos grupos y parece que pronto no habrá distinciones. Actualmente su reino más conocido es Mithril Hall. Su alineamiento más común es legal bueno.

### Duergarso enanos grises
Surgidos como modificación genética producto de la esclavitud a manos de los Illitas, los Duergar se rebelaron contra sus amos y tienen una extraordinaria resistencia a la magia. De piel gris oscura, calvos y con poca barba, viven generalmente en la Antípoda Oscura y tienen alineamiento maligno generalmente, aunque no siempre es así.

## Gnomos
Existen 2 subrazas principales de estos pequeños seres de alineamiento mayoritariamente bueno:

### Svirfneblino gnomos de las profundidades
Los Svirfneblin son de piel, ojos y cabellos grises (aunque los varones son calvos) son seres extraordinariamente sigilosos y cautos, ya que viven amenazados permanentemente por las demás criaturas de la Antípoda Oscura. Sin embargo, su afinidad con la piedra les avisa y les ayuda contra cualquier ataque que les pueda venir. Tenían un bastión (Blingdenstone) cercano a Menzoberranzan, pero los drows les expulsaron de la ciudad.

### Gnomos de las rocas
De piel clara, curiosos y bastante mañosos en construcción mecánica, los gnomos de las rocas destacan en trabajos complicados como talla de gemas o similares. Su patria es el famoso reino de Lantan. Algunos han descubierto las armas de pólvora.

## Medianos
Llamados halflings («medianos») en la mayoría de las novelas, son el equivalente a los Hobbits de Tolkien o los kenders de Dragonlance. Regis, uno de los compañeros de Drizzt Do'Urden, pertenece a esta raza. Existen tres subrazas de estos seres:

### Medianos fantasagaces
Los medianos fantasagaces son salvajes, no suelen mezclarse con las demás razas y no tienen mucho conocimiento de otro tipo de medianos.

### Medianos fortecores
Los medianos fortecores son organizados, disciplinados y diligentes, defienden su patria contra todo tipo de invasores y valoran los enfrentamientos atléticos.

### Medianos piesligeros
los Medianos piesligeros son el tipo de mediano más común, se mezclan con todo tipo de razas, aunque tienen su patria en el reino de Luiren. Son el equivalente al Mediano común de Dungeons & Dragons.

## Orcos
Los orcos son seres brutales, aliados de los goblins, los ogros, los gigantes y los trolls. Tienen como deidad principal a Grums. Su descripción más común es de una raza de humanoides o monstruos con facciones porcinas (hocico de cerdo y comillos de jabalí, por ejemplo), y de gran fuerza, muy distintos a los orcos de J. R. R. Tolkien. Todos ellos se agrupan en tribus. Existen varios grandes grupos:

### Los orcos de las montañas
Los orcos de las montañas son los más antiguos de todos y son los que tienen una civilización y una sociedad más bestial. De todas las subrazas de orcos, son los que más activos se han mantenido a lo largo de la historia de los Reinos, especialmente en el Norte.

### Los orcos nómadas
Los orcos nómadas son orcos que aparecieron en la Meseta de Thay por un portal hace siglos.Son los que menos aspecto porcino tienen y son seres muy influenciados en la religión.

### Los orcos ensangrentados
Los orcos ensangrentados provienen de aquellos orcos grises que se han sometido a los experimentos de los Magos Rojos de Thay.

### Los orogs
Los orogs son una escisión de los orcos de las montañas que con el paso de los siglos han ido cambiando poco a poco hasta convertirse en una raza completamente diferente a la de los orcos de las montañas.

### Razas híbridas de orcos
En cuanto a razas híbridas relacionadas con los orcos están:
- Ogrillones: son seres híbridos de orcos y ogros.
- Tanarukk: son criaturas medio orcos- medio demonios, que suelen ser más inteligentes que los orcos normales.
- Semiorcos: son un híbrido entre humano y orco. Son muy escasos y la mayoría son de alineamiento caótico. Abundan sobre todo entre tribus de bárbaros

## Dragones
Se tiene dos teorías de los orígenes de los dragones en los Reinos: una dice que una lluvia de meteoritos impactó contra Faerûn, provocando así una desacelerada evolución de los dragones, que se trataban de simples lagartos de grandes dimensiones; la segunda dice que los mismos meteoritos eran huevos de dragón.
Se agrupan en tres grandes subrazas:

### Dragones cromáticos
Los dragones cromaticos tienen subrazas, dragones rojos, negros, azules, verdes y blancos. La mayoría de ellos son por naturaleza malignos. Adoran a Tiamat como diosa.

### Dragones metálicos
Los Dragones metálicos tienen subrazas, que son los dragones dorados, plateados, cobrizos y broncíneos. Son por naturaleza benignos.

### Dragones gema
suelen ser dragones de gran poder psiónico.

## Otros seres y monstruos
Otras criaturas y razas que habitan los Reinos son:
- centauros
- sátiros
- Hombres- Dragón
- Goblins
- Licántropos
- Kóbolds
- Trolls
- Grifos
- Demonios
- Muertos Vivientes
- Minotauros
- Ettins
- Ogros
- Gigantes
- Wyverns
- Elementales
- Osos-búhos

Y un largo etcétera.

### Español
- Página no oficial de los Reinos Olvidados en español
- Rincón del Dungeon Master - "Wikipedia" de Dungeons & Dragons
- Clan DLAN Archivado el 6 de junio de 2023 en Wayback Machine.
- Galería de imágenes de los Reinos Olvidados (Wizards of the Coast)
- Galería de personajes de los Reinos
- Encrucijada: Reinos y Dragonlance. información sobre libros, el mundo, rol, etc.
- Página de Drizzt Do´Urden
- Clan REO
- Costa de la Espada.com, con información de los Reinos Olvidados. Archivado el 17 de mayo de 2014 en Wayback Machine.
- Deidades de Reinos Olvidados

### Alemán
- Blanvalet Verlag - vertreibt einige der FR-Romane
- Verlag Feder und Schwert - vertreibt einige der FR-Romane
- Baldurs Gate Deutschland - Informationen zu den Vergessen Reichen

### Inglés
- Forgotten Realms at Wizards of the Coast official website
- Candlekeep - Forgotten Realms Lore Fansite
- Forgotten Realms: The Library - Fansite about books, authors and artists
- forgottenkingdoms.com

- Datos: Q17628235